# Diogoa
Diogoa es un género de plantas con flores  pertenecientes a la familia de las olacáceas. Comprende 2 especies descritas y    aceptadas.

## Taxonomía
El género fue descrito por Exell & Mendonça y publicado en Boletim da Sociedade Broteriana, sér. 2 25: 109. 1951. La especie tipo es: Diogoa zenkeri (Engl.) Exell & Mendonça

## Especies aceptadas
A continuación se brinda un listado de las especies del género Diogoa aceptadas hasta noviembre de 2013, ordenadas alfabéticamente. Para cada una se indica el nombre binomial seguido del autor, abreviado según las convenciones y usos.
- Diogoa retivenia (S.Moore) Breteler
- Diogoa zenkeri (Engl.) Exell & Mendonça